# Henriette Caillaux
Pour les articles homonymes, voir Caillaux.
Henriette Rainouard (Mme Claretie puis Mme Caillaux), née le 5 décembre 1874 à Rueil-Malmaison et morte le 29 janvier 1943 à Mamers, est une femme de la haute bourgeoisie française.
Elle épouse en 1894 l'écrivain Léo Claretie, puis divorce en 1908 avant de se remarier en 1911 avec Joseph Caillaux, ministre des Finances. Henriette Caillaux est connue pour avoir tué, le 16 mars 1914 avec un révolver, le journaliste Gaston Calmette, directeur du quotidien Le Figaro, à cause de la campagne de presse dont son mari était la cible. 
Henriette Caillaux est acquittée par la cour d'assises de Paris, au terme d'un procès où son avocat plaide le crime passionnel et s'appuie sur le stéréotype d'une impulsion féminine incontrôlable. Le verdict est alors considéré dans l'arène politique comme l'un des symboles de la corruption des juges, Joseph Caillaux ayant utilisé son influence pour peser sur la décision des jurés.
Dans les années 1930, Henriette Caillaux obtient un doctorat d'histoire de l'art, avant de se retirer avec son mari dans leur propriété de Mamers.

## Biographie
Henriette Rainouard naît le 5 décembre 1874 à Rueil-Malmaison. Elle épouse en 1894 l'écrivain Léo Claretie. Ils ont ensemble deux enfants. En 1907, elle commence une liaison avec Joseph Caillaux alors qu'ils sont tous les deux encore mariés. En 1908, elle divorce de Claretie et épouse Joseph Caillaux le 21 octobre 1911. Leurs biens communs sont alors estimés à une valeur d'environ 1,5 million de francs, ce qui en fait un couple de la très haute bourgeoisie.

### L'affaire Caillaux

#### Contexte
En mars 1914, Joseph Caillaux, leader du Parti radical et ministre des Finances dans le gouvernement Doumergue, subit depuis plusieurs mois  la plus longue campagne de presse jamais organisée, à laquelle participe Le Figaro, dirigé par Gaston Calmette : Henriette Caillaux a compté pas moins de « 138 articles en 95 jours » consacrés à son mari dans les colonnes du quotidien.
Dans un premier temps, ces attaques portent sur la politique, Calmette s'étant procuré des documents diplomatiques relatifs à l'affaire d'Agadir, les « verts d'Agadir » (couleur de ces télégrammes). Il faut l'intervention de Louis Barthou pour l'empêcher de les publier. Puis Le Figaro remet en cause l'honnêteté de Caillaux, l'accusant d'avoir reçu de diverses sources des sommes pour financer ses campagnes électorales, et lui reproche des interventions auprès de la justice en faveur d'un escroc. Gaston Calmette aurait également soudoyé la femme de chambre d'Henriette Caillaux pour qu'elle subtilise les lettres de Joseph Caillaux à son épouse.
Gaston Calmette publie dans son journal plusieurs de ces lettres, écrites avant le mariage des Caillaux, notamment le 13 mars, une lettre compromettante (connue sous le nom de Ton Jo) de Caillaux adressée le 15 juillet 1901 à Henriette et dans laquelle il se félicite d'avoir fait capoter un vote sur l'impôt sur le revenu en paraissant le défendre. Or, au début de 1914, le même Caillaux a fait adopter par la Chambre un projet d'impôt sur le revenu, repoussé par le Sénat, et c'est l'un de ses principaux thèmes de campagne de la gauche. Sa publication vise donc à discréditer Caillaux, en pleine campagne électorale pour les élections législatives.

#### Homicide de Gaston Calmette

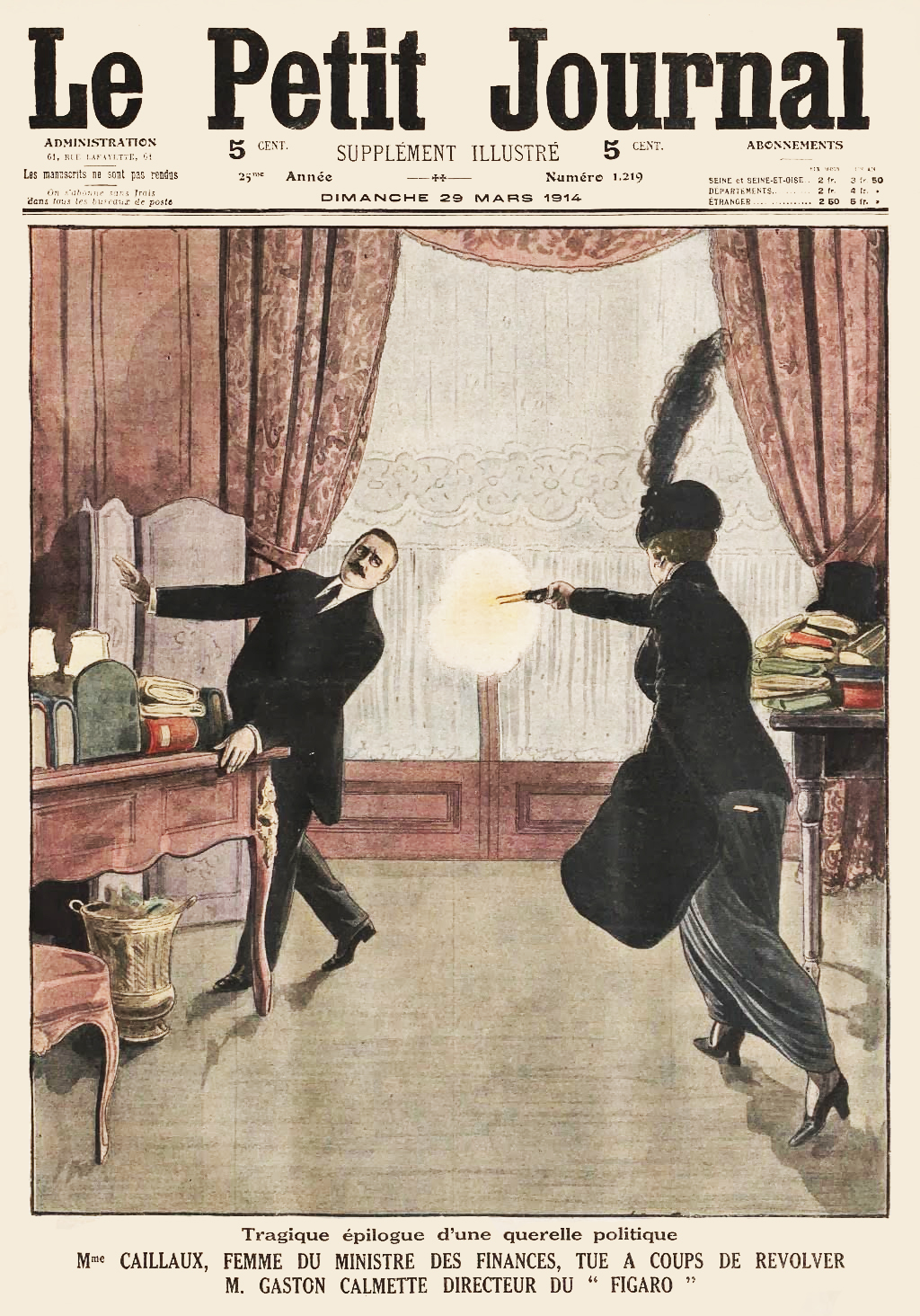
Couverture du Petit Journal du 29 mars 1914 illustrant l'assassinat de Gaston Calmette par Henriette Caillaux. Tragique épilogue d'une querelle politique. Mme Caillaux, femme du ministre des Finances, tue à coups de revolver M. Gaston Calmette, directeur du Figaro.

Dans l'après-midi du 16 mars 1914, Henriette Caillaux, décidée à défendre la réputation de son mari et la sienne mais épuisée nerveusement après une campagne de presse de trois mois, achète pour 55 francs chez l'armurier de la bourgeoisie Gastinne Renette un pistolet automatique Browning modèle 1906, qu'elle essaie dans un stand au sous-sol. Vers 17 h 15, elle se fait conduire dans une Limousine avec chauffeur (la voiture de ministre de son mari, dont elle a fait retirer la cocarde ministérielle) à la direction du Figaro au 26, rue Drouot pour rencontrer Calmette. Portant une jaquette de karakul assortie à sa robe de satin noir et une toque à aigrette, elle a les mains enfouies dans un manchon à fourrure, ce qui est surprenant pour la saison. L'huissier lui annonce que le directeur est absent, aussi attend-elle près d'une heure dans l'antichambre. À six heures du soir, Calmette arrive avec l'écrivain Paul Bourget et accepte de la recevoir dans son bureau, par galanterie, alors qu'il n'est que de passage. Après de brèves salutations, elle annonce l'objet de sa visite, la cabale médiatique dont est victime son mari, puis retire de son manchon le pistolet et tire à bout portant sur Calmette six balles : deux se fichent dans la bibliothèque, une est arrêtée par le portefeuille de la victime, une autre érafle son thorax, mais deux autres font mouche dont une fatale qui perfore l'artère iliaque au niveau de l'intestin. Les employés du journal accourent, découvrent leur directeur qui gît à terre. Henriette Caillaux, livide, déclare : « Puisqu'il n'y a pas de justice en France ». Calmette est mis dans un fauteuil en attendant les médecins et a le temps de murmurer : « J'ai fait mon devoir. Ce que j'ai fait, je l'ai fait sans haine. » Henriette Caillaux se rend, sans avoir tenté de fuir. Interrogée au commissariat du faubourg Montmartre, elle reconnaît les faits, expliquant qu'elle voulait lui donner une leçon et espérant ne pas l'avoir trop gravement blessé, fait qui « d'après sa défense n'était pas souhaité ». Transporté à la clinique du docteur Hartmann de Neuilly-sur-Seine, Calmette meurt sur la table d'opération après que l'équipe médicale a hésité de longues heures avant de l'opérer. Incarcérée à la prison Saint-Lazare, Henriette Caillaux est renvoyée en cour d'assises sous l'inculpation d'homicide volontaire avec préméditation.

#### Procès

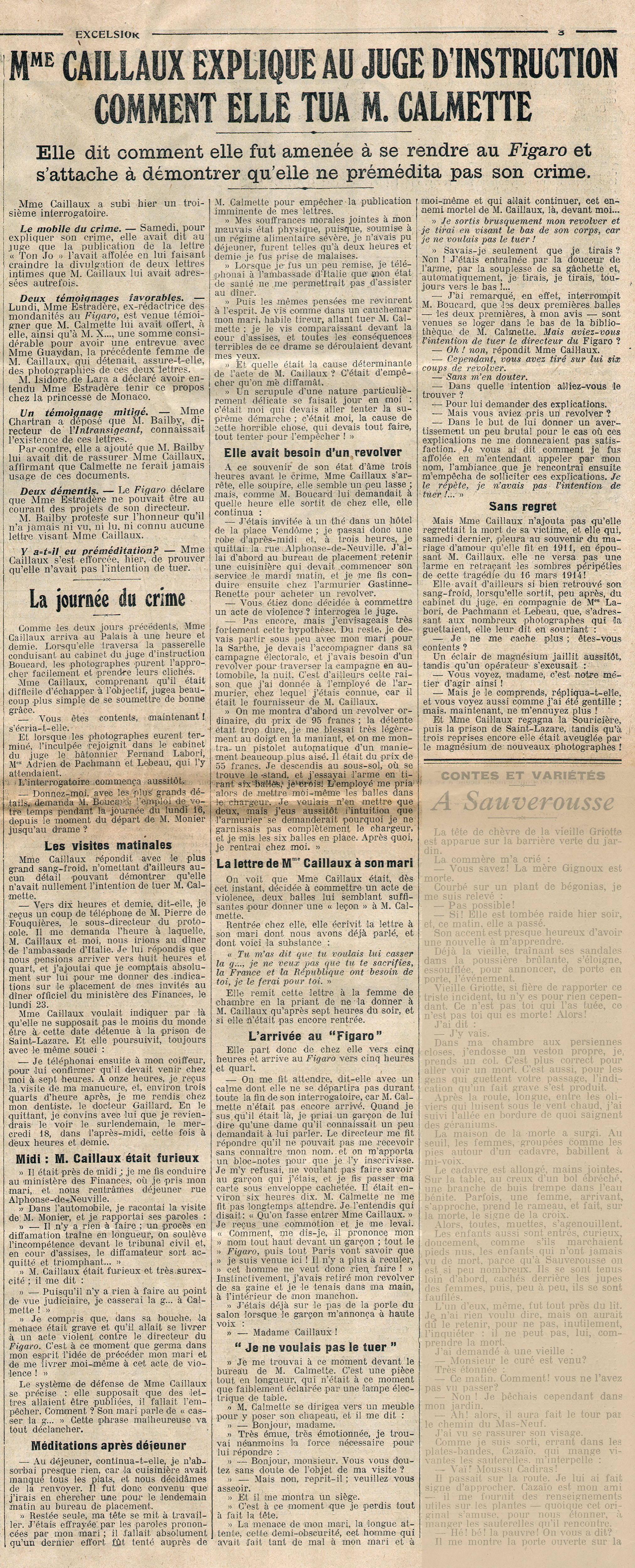
Page trois du journal Excelsior du 25 mars 1914. Interrogatoire d'Henriette Caillaux.

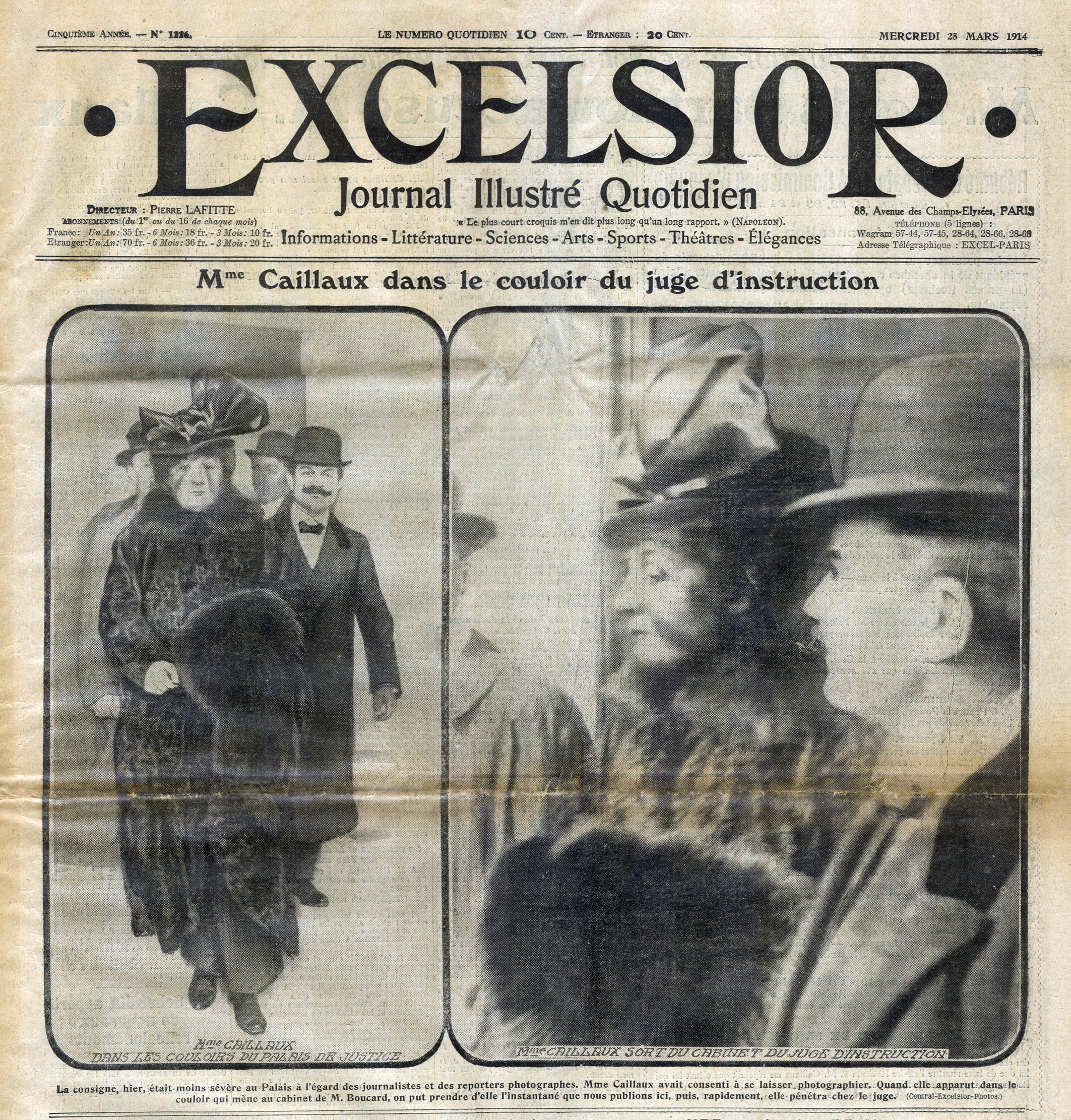
Couverture du journal Excelsior du 25 mars 1914 : « Mme Caillaux dans le couloir du juge d'instruction ».

Son procès, ouvert le  20 juillet 1914, apparaît comme une audience à la fois mondaine et politique. Devant l'affluence de demandes pour y assister, le président Louis Albanel prend une curieuse décision, celle d'interdire la salle aux femmes. Le journal Le Rappel écrira : « C'est une heureuse décision. On ne vient pas à la cour d'assises pour croquer des sucreries ou potiner ». Henriette Caillaux et son avocat, Fernand Labori, plaident le crime passionnel. Fait exceptionnel, les présidents de la République Poincaré et du Conseil Briand font une déposition et nombre de membres de la haute société de l'époque doivent aussi s'exposer.
À une époque où le féminisme commençait tout juste à poser son empreinte sur la société française, la défense en la personne de Fernand Labori exploite les stéréotypes de genre encore bien ancrés parmi les jurés (tous des hommes). Labori convainc le jury que le crime n'était pas le fait d'un acte mûrement préparé mais d'un réflexe féminin incontrôlé, transformant le crime prémédité en crime passionnel. Les experts psychiatres évoquent un « cas typique d'impulsion subconsciente avec dédoublement complet de personnalité survenu sous l'influence d'un état émotionnel et continu ». 
Le procès est également marqué par la confrontation entre Joseph Caillaux et son ancienne épouse Berthe Gueydan, à une époque où le divorce est une question très politique, accusé par la droite catholique conservatrice de détruire le modèle traditionnel de la famille. Le procès d'Henriette Caillaux est donc également celui de son mari, qui y joue sa réputation. Le divorce de Joseph Caillaux est décrit par la presse de droite et du centre comme une faillite morale, révélatrice du délitement de la société.
L'avocat général Horteux écarte la préméditation et ne réclame que cinq ans de prison ferme, la peine minimale dans le Code pénal pour un meurtre sans préméditation. À cette époque, ce ne sont pas les jurés qui fixent la peine. Lorsqu'ils délibèrent, seuls et en l'absence des magistrats de la cour, les jurés des assises de la Seine doivent répondre seulement à deux questions : « L'accusée est-elle coupable d'avoir donné la mort à Gaston Calmette ? » et « A-t-elle agi avec préméditation ? ». Après cinquante minutes de délibération, le 28 juillet 1914, ils donnent une décision d'acquittement, répondant non aux deux questions. En droit (juridiquement), Henriette Caillaux n'est donc pas une criminelle, ayant été acquittée par le jury criminel même si son action est la cause directe de la mort d'un homme. Son casier judiciaire est de ce fait resté « vierge » de toute condamnation.
Cette décision apparaît comme un « séisme judiciaire » et les journaux rapportent le « choc de l'acquittement ».  Ce verdict fait l'objet de critiques, à l'époque, Joseph Caillaux ayant notamment usé de son entregent pour influer sur le verdict : un de ses amis, Jean-Bienvenu Martin, est nommé ministre de la Justice en juin 1914 alors que le procureur général a été élevé au grade de commandeur de la Légion d'honneur quelques jours avant le procès. Les archives de la préfecture de police exploitées par l'historien Jean-Yves Le Naour révèlent que plusieurs jurés avaient été sélectionnés pour leurs opinions politiques proches du Parti radical, que le président de la cour d'Assises Louis Albanel était une relation des époux Caillaux. Et si dans la salle d'audience il y a des amis de Gaston Calmette et des royalistes de l'Action française, farouches opposants à Caillaux, le député Pascal Ceccaldi, un proche de l'ancien ministre, avait payé des truands corses pour huer ou acclamer les témoins selon qu'ils étaient à charge ou à décharge. Des journalistes évoquent également une collusion entre Caillaux et Boucard, le juge d'instruction.

### Après le procès
Éclaboussé par le scandale, Joseph Caillaux démissionne dès le 17 mars, lendemain du crime. Il est cependant réélu député lors des élections législatives de mai 1914 à Mamers. Alors qu'il pensait devenir président du Conseil et appeler Jean Jaurès au ministère, il ne peut guère faire prévaloir ses opinions pacifiques pendant la crise de juillet, la date du procès étant fixée au 20 de ce mois. Henriette Caillaux est acquittée le 28 juillet 1914, le jour même où l'Autriche déclare la guerre à la Serbie, entraînant l'Europe dans la Première Guerre mondiale. Le 30 juillet, la Russie ordonne la mobilisation générale. Le 31 juillet a lieu l'assassinat de Jean Jaurès. Le 1er août, l’Allemagne déclare la guerre à la Russie. Le 3 août, l'Allemagne déclare la guerre à la France. Le lendemain, le Royaume-Uni déclare la guerre à l'Allemagne.
Au début des années 1920, en raison de son activité passée et de ses relations avec les agents du gouvernement allemand, le couple Caillaux est étroitement surveillé par les services spéciaux français. Un correspondant des services spéciaux français devient l'amant d'Henriette Caillaux, ce qui permet de surveiller le couple intimement.
Au début des années 1930, Henriette Caillaux obtient le diplôme de l'École du Louvre en présentant une thèse sur la vie et l'œuvre de Jules Dalou. Cette thèse lui sert de base pour publier un ouvrage de référence en 1935, dans lequel elle a établi un inventaire de l'œuvre de ce sculpteur.
En 1940, le couple se retire dans sa propriété de Mamers dans la Sarthe. Joseph Caillaux, après avoir voté les pleins-pouvoirs au maréchal Pétain, se retire de la politique et se consacre à ses mémoires. Henriette Caillaux meurt le 29 janvier 1943 à Mamers. Joseph Caillaux, de onze ans son aîné, la suit dans la tombe l'année suivante, en novembre 1944.

## Filmographie, bibliographie et audiographie

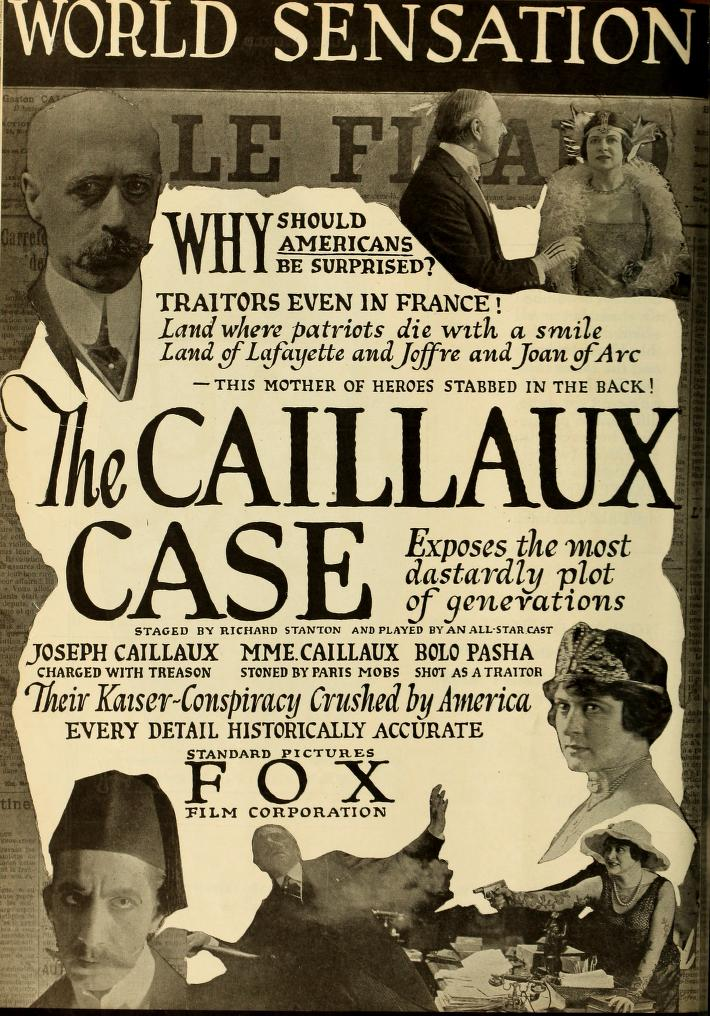
Publicité pour The Caillaux Case (1918), film réalisé par Richard Stanton.

- The Caillaux Case (1918), film américain réalisé par Richard Stanton[24].
- L'Affaire Caillaux (1985), une mini-série en 4 épisodes de Yannick Andrei, avec Marcel Bozzuffi et Brigitte Fossey.
- Ghislain Vidal, documentaire sur l'affaire Caillaux dans le cadre de la série Les procès de l'Histoire, diffusé sur les chaînes Cinaps TV et Toute l'Histoire en 2011 et 2012.
- Edward Berenson (professeur d'histoire américain), The Trial of Madame Caillaux, University of California Press, 1993  (ISBN 0-520-08428-4).
- Marc Hédrich, Les Acquittements scandaleux des Années folles. Quand le crime impuni devient erreur judiciaire, éditions Michalon, 2024  (ISBN 9782347003470).
- Henriette Caillaux est le thème du roman de Valentine Goby, Des corps en silence, Gallimard, 2009  (ISBN 978-2-07-012804-4).
- Christophe Hondelatte, Henriette Caillaux meurtrière et femme de ministre, Europe 1, 19 octobre 2016[25].